# 이만열
이만열(李萬烈, 1938년 5월 8일~)은 대한민국의 역사학자이며 교회사학자이다. 한국 근현대사와 기독교사 연구자로서 한국 지식인 사회와 기독교계에 대해 비판적 지성인으로 평가를 받고 있다.

## 생애
어린 시절 발발한 6·25전쟁 기간 중 인민군 치하에서 약 한 달 반을 보내면서 수많은 사람들이 죽어가는 것을 지켜보았다. 이 경험은 민족주의에 관심을 가지는 계기가 되었다.
어린 시절부터 기독교의 독실한 신자였고 고등학교 때 목사가 되겠다는 뜻을 세웠다. 대학 공부를 마친 뒤 신학교에 가기로 하고 서울대학교 사학과에 입학했다. 사학과에 입학한 후 서양사를 공부했으며 종교사, 히브리어, 그리스어 등의 강의를 들으며 신학교에 갈 준비를 했다.
대학 2년을 마치고 군에 입대하였고 그곳에서 겪었던 작은 사건이 삶의 방향을 한국사 쪽으로 틀게 만들었다. 당시 한 장교가 그에게 한국사에 관해 물었을 때 제대로 답하지 못해 모욕감을 느꼈고 이것은 제대 후 복학해서 한국사에 집중케 했다. 박사과정을 밟을 때 신채호의 강렬한 민족주의 역사학을 만났다. 이만열이 국사학자가 되기까지 두 사람의 영향이 컸는데, 역사를 보는 거시적 시각을 깨우쳐 줬던 김철준(1923∼1989)과 역사 연구의 미시적 방법을 가르쳐 줬던 한우근(1915∼1999)이 그들이다.
유신 정권과 군부 세력에 반기를 들다가 숙명여자대학교에서 해직되기도 하였다. 해직 중에 미국 프린스턴 신학교에서 한국기독교 100년사 집필을 위한 자료조사의 기회를 얻었다. 이때 모은 자료들을 토대로 1982년 젊은 연구자들과 함께 ‘한국기독교사연구회’를 만들었다. 이를 계기로 당시까지 신학자들이 거의 독점했던 한국기독교사 연구에 역사학자들이 참여하게 되었다. 이 연구회는 1990년 ‘한국기독교역사연구소’로 발전해 전 세계에 흩어져 있는 한국기독교사 관련 자료를 수집했다.
어린 시절부터 다녔던 교회는 일제강점기의 신사참배 회개를 강력히 주장하고 신앙의 순수성과 생활의 절제를 유난히 강조하는 장로교 계열의 ‘고신파’였다. 이로 인해 신앙적으로 고신파의 보수성을 따르지만 ‘남북나눔운동’에 참여하고 통일 대비 연구모임을 주도하는 등 민족의 아픔에 동참하려 애쓰는 한편 외국인 노동자들의 인권과 복지에 관심을 기울이는 등 실천적 측면에서 진보적 입장을 취해 왔다. 주일학교에서 배운 민족의식과 6·25전쟁 중에 겪은 비극적 경험이 이만열을 실천적 진보성으로 이끈 동인이었다.

## 학력
- 마산고등학교
- 서울대학교 국사학 학사
- 서울대학교 대학원 국사학 석사
- 서울대학교 대학원 국사학 박사
- 합동신학대학원대학교 신학석사

## 경력
- 1997년:한국국가기록연구재단 이사
- 1998년 ~ 2003년:숙명여자대학교 문과대학 인문학부 한국사학과 교수
- 1999년 ~ 2001년:한국기독학생회총연맹(KSCF) 이사장
- 2003년 6월 ~ 2006년 8월:제8대 국사편찬위원회 위원장
- 2003년 6월:한국사학회 회장
- 2005년 4월:문화재청 국보지정분과 문화재위원
- 노근리평화상 심사위원회 위원장
- 한국독립운동사 편찬위원회 위원장
- 숙명여자대학교 명예교수
- 문화재청 근대문화재분과 문화재위원
- 2018년 8월 ~ 2022년 8월: 학교법인 상지학원 이사장(교육이사)

## 상훈
- 1992년:단재상
- 2003년:황조근정훈장
- 2004년:제15회 상허대상
- 2008년:독립기념관 학술상, 용재 석좌교수상
- 2022년 제 5회 알렌기념상

## 저서
- 《거리에서 국정 교과서를 묻다》. 민족문제연구소. 2016년. ISBN 9788993741131
- 《한국기독교와 민족의식》. 지식산업사. 2014년. ISBN 9788942369300
- 《대한민국의 정통성을 묻다》. 철수와영희. 2009년. ISBN 9788993463057
- 《역사의 중심은 나다》. 현암사. 2007년. ISBN 9788932314556
- 《우리 역사 5천년을 어떻게 볼 것인가》. 바다출판사. 2000년. ISBN 9788987180533
- 《역사의 중심은 나다》. 현암사. 2007년. ISBN 9788932314556
- 《한 시골뜨기가 눈떠가는 이야기》. 두레시대 1991년 {{ISBN|89-85915-21-5}}

## 같이 보기
- 한국의 신학자 목록
- 합동신학대학원대학교
- 옥성득
- 민중신학
- 민중사학